# Ioan Mureșan
Ioan Mureșan (n. 15 septembrie 1898, Sanislău, comitatul Sătmar – d. 1983, Timișoara) a fost un chirurg român, profesor universitar și șef al catedrei de chirurgie din cadrul Universității de Medicină Victor Babeș din Timișoara.

### Originea și studiile
Ioan Mureșan a urmat liceul la Carei, pe atunci reședința comitatului Sătmar, unde a obținut în 1916 bacalaureatul. Din cauza primului război mondial a început de-abia în 1920 studiul medicinii la Cluj, studiu pe care l-a absolvit în 1924. În martie 1925 a obținut titlul de doctor în medicină, cu calificativul „Summa cum laude“.

### Chirurg
Timp de trei ani a urmat stagiatura la catedra de anatomie a Universității din Cluj, iar apoi a activat ca medic la Clinica de Chirurgie din Cluj.

## Distincții
- titlul de „Medic Emerit al Republicii Populare Romîne” (31 decembrie 1962) „pentru merite excepționale și realizări deosebite in domeniul ocrotirii sănătății oamenilor muncii”[2]